# Carl Roth

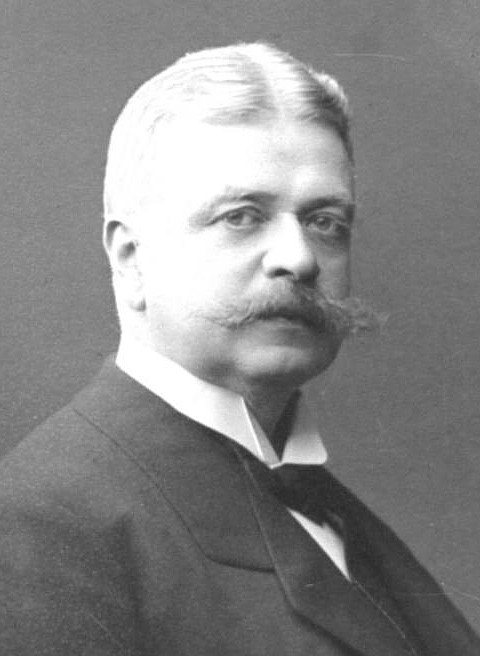
Carl Roth.

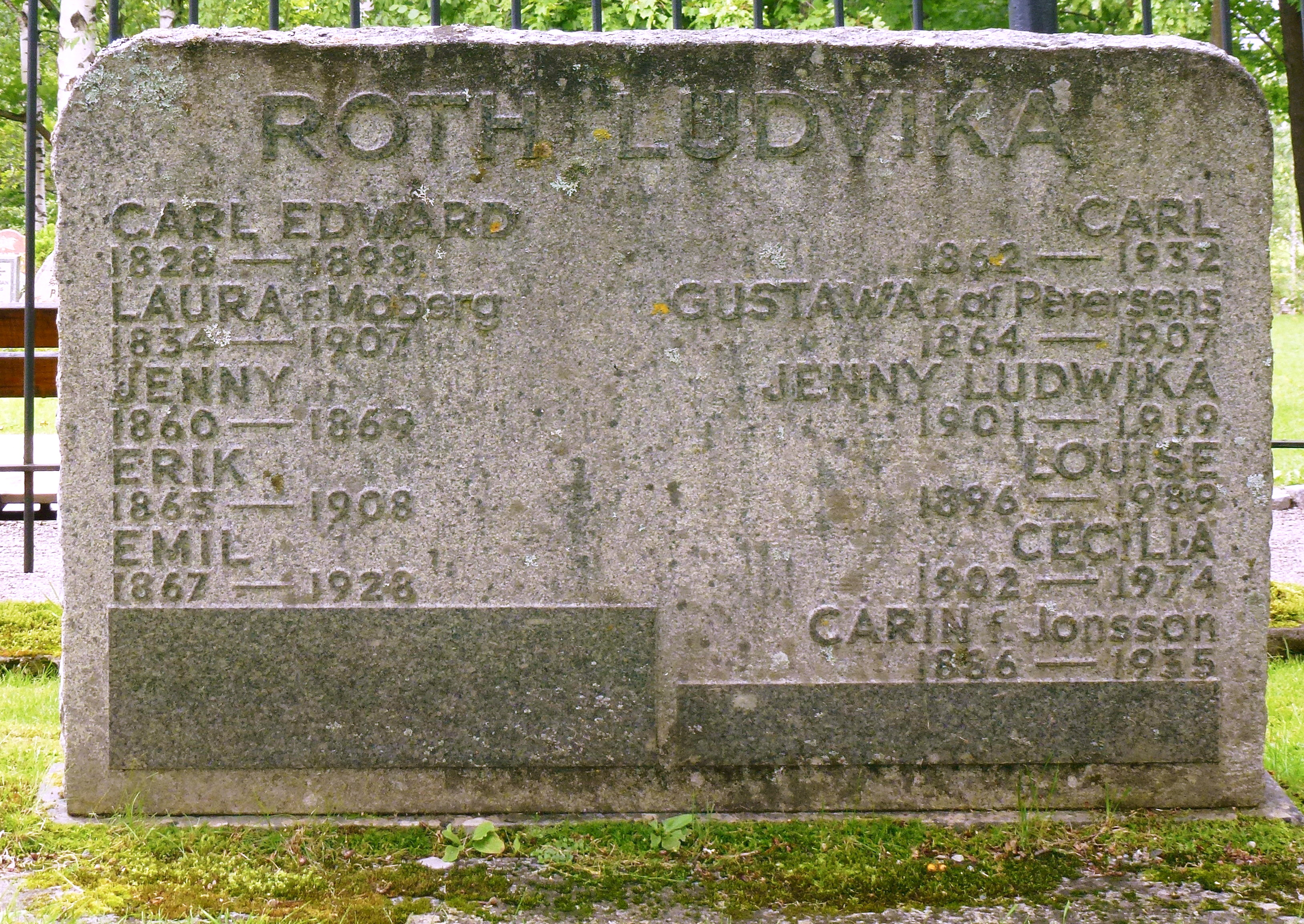
Roths familjegrav.

Carl Roth, född 29 april 1862 i Ludvika, död 14 september 1932 i samma stad, var en svensk jurist, industriman och brukspatron på Ludvika bruk samt initiator för Elektriska AB Magnet. Carl Roth bidrog även på flera sätt till utvecklingen av det samhälle som 1919 blev staden Ludvika. Carl Roth var son till Carl Edward Roth.

## Liv och verk
Familjen Roth är intimt förknippad med Ludvika bruk och Ludvika herrgård. Den förste ägaren ur Roths släkt var Carls farfar, grosshandlaren från Stockholm, Carl Reinhold Roth (1797–1858), som 1835 förvärvade 2/3 av bruksrörelsen.
Carl Roth var advokat och bildade 1901 aktiebolaget ”Ludvika Bruksegare”. Omkring 1898 startade bolaget en ångdriven såg vid sjön Väsman i Ludvika (se Ludvika ångsåg). Sågen existerade under olika former fram till 1962. Det företag som fick störst betydelse för Ludvikas utveckling var dock Elektriska AB Magnet, som tillkom år 1900 på initiativ av Carl Roth. Efter två aktiebolagsombildningar övertogs Elektriska AB Magnet av ASEA (nuvarande ägare Hitachi Energy). Roth sålde mark och startade för egen räkning utbyggnaden av Ludvika kraftstation, till vilket fabriken levererade utrustning. Elkraft levererades till Blötbergets och Saxbergets gruva, till Nya Förenade Elektriska AB samt till vägbelysning. Anläggningen har moderniserats sedan dess och ägs idag av VB Energi. Verksamheten på Ludvika bruk inställdes 1920.
Carl Roth bodde på Ludvika herrgård från 1901 till sin död 1932. Gården ärvdes vidare till dottern Augusta Lundström, född Roth, som flyttade in med maken Atle Lundström några år efter Carl Roths frånfälle. Han fick sin sista vila på Ludvika Ulrika kyrkas kyrkogård som ligger strax söder om herrgården.